# توماس رينز
توماس رينز (بالإنجليزية: Thomas Raines)‏ هو قاضي ومحامي أمريكي، ولد في 13 أغسطس 1842 في كاناداياغو في الولايات المتحدة، وتوفي في 12 أغسطس 1924 في روتشستر في الولايات المتحدة.